# The Moog
A The Moog 2004-ben alapított magyar zenekar. Egy gimnáziumi formáció vázára építette fel a kezdeti trió, Szabó Tamás (ének, billentyûs hangszerek), Bajor Ádám (gitár) és Dorozsmai Gergő (dob), akikhez egy szigetes koncert alatti beszélgetés után csatlakozott Szabó Csaba basszusgitáron. 2006 őszén György Gergő – Miguel, gitáros belépésével alakult ki a The Moog mai felállása. A budapesti indie zenei szcéna külföldön is legsikeresebb és egyben legismertebb zenekara volt a 2000-es évek végén.

## Tagok
- Szabó Tamás – ének, billentyûs hangszerek
- Bajor Ádám – gitár
- Dorozsmai Gergő – dob
- Szabó Csaba – basszusgitár
- György Gergő – Miguel – gitár

## Lemezek
- 2007 Sold For Tomorrow (MuSick Records)[1]
- 2009 Razzmatazz Orfeum (MuSick Records)
- 2012 Seasons in the Underground (MuSick Records)